# Horodnie, Rozdolne
Horodnie (în ucraineană Городнє) este un sat în comuna Ruciii din raionul Rozdolne, Republica Autonomă Crimeea, Ucraina.

## Demografie
Componența lingvistică a localității Horodnie
     Rusă (40,31%)
     Ucraineană (31,94%)
     Tătară crimeeană (14,14%)
     Română (5,24%)
     Alte limbi (0,52%)
Conform recensământului din 2001, nu exista o limbă vorbită de majoritatea populației, aceasta fiind compusă din vorbitori de rusă (40,31%), ucraineană (31,94%), tătară crimeeană (14,14%), armeană (7,33%) și română (5,24%).